# 小加里·霍尔
小加里·韦恩·霍尔（英語：Gary Wayne Hall Jr.，1974年9月26日—），生于俄亥俄州辛辛那提，美国游泳运动员。他曾參加1996年、2000年和2004年三屆奧運，共收穫5枚金牌、3枚銀牌和2枚銅牌。